# Солоди
Со́лодь — тип почв, встречающийся небольшими участками в лесостепях, степях и полупустынях. Формируются солоди по пониженным участкам рельефа в условиях периодического поверхностного переувлажнения.
Фитоценозы представлены гидрофильными сообществами: осинниками, берёзовыми колками, осоковыми ивняками, разнотравными, разнотравно-злаковыми и заболоченными лугами.

## Генезис
Формируются на слабодренированных равнинах, западинах, бессточных впадинах. 
Встречаются в области распространения вечной мерзлоты, на террасах рек Лены, Вилюя.  Распространены довольно широко на лесостепных равнинах Западной Сибири, Дальнего Востока (где называются подбелами). Водный режим почти промывной. Почвенные растворы значительно опреснены за счет атмосферных осадков.  Растительность луговая, часто встречаются и лесные сообщества – березовые, осиновые колки.

## Морфология
Солоди характеризуются резкодифференцированным почвенным профилем, в котором всегда имеются признаки оглеения в виде сизых, ржавых и охристых пятен и железомарганцевых конкреций.
- В верхней части обычно имеется дерновый горизонт (Aд) или лесная подстилка (A0), иногда с признаками оторфовывания при поверхностном заболачивании местности. Мощность дернового горизонта — 4-8 см.
- A1 — гумусово-элювиальный, тёмно-серого или серого цвета, бесструктурный или со слабовыраженной комковато-пластинчатой структурой, мощностью 10-20 см, резко переходит в горизонт А2.
- A2 — элювиальный или осолоделый горизонт белёсого цвета, плитчатой или пластинчатой структуры различной степени выраженности, с многочисленными железомарганцевыми ржавыми пятнами и конкрециями, мощностью 5-25 см.
- A2B — переходный элювиально-иллювиальный горизонт, неоднородно окрашен (тёмно-бурый с многочисленными белёсыми пятнами и потёками), плитчато-мелкоореховатой структуры, уплотнён, мощность — 5-15 см, переход в нижележащий горизонт заметный.
- B — иллювиальный горизонт грязно-бурого цвета с сизоватыми или серовато-бурыми плёнками по границам структурных отдельностей, плотный, глыбистой или призмовидной структуры, мощностью 40 см и более.
- BС или Bк — переходный горизонт к материнской породе, характеризуется пятнистостью и обильными новообразованиями (карбонаты, гипс, легкорастворимые соли).
- С — материнская порода.

## Свойства
Согласно результатам изучения валового химического состава, верхняя часть профиля солодей обеднена соединениями Fe, Al, Mg, Ca, K, Na и относительно обогащена кремнезёмом, что является одним из характерных признаков солодей и осолоделых почв. SiO2 образуется вследствие распада алюмосиликатной части почвы и жизнедеятельности диатомовых водорослей и других микроорганизмов. Химические процессы образования свободного кремнезёма могут протекать как при разрушении солонцов, так и при периодическом воздействии на незасолённые почвы слабых растворов солей Na+. В последнем случае сначала идёт солонцовый процесс, затем, вследствие переувлажнения солодей, продукты гидролиза вымываются и оседают в нижележащем горизонте.
Также обнаруживается дифференциация профиля по гранулометрическому составу: осолоделый горизонт обеднён илистыми частицами, а иллювиальный обогащён ими.
Содержание гумуса в гумусовом горизонте солодей колеблется от 2-3 до 10 %, резко снижаясь в осолоделом горизонте. В составе гумуса преобладают фульвокислоты. Ёмкость поглощения всегда меньше в деновом и осолоделом горизонте (10-15 мг-экв/100 г), чем в иллювиальном (30-40 мг-экв/100 г). В составе ППК кроме кальция и магния, иногда в значительных количествах, присутствует натрий. В горизонтах А1 и А2 в ППК присутствуют водород и алюминий, обуславливающие кислую реакцию среды верхней части почвы (pH 3,5-6,5). Иллювиальный же горизонт обладает нейтральной или слабощелочной реакцией.

## Классификация
Согласно «Классификации и диагностике почв СССР» 1977 г., тип солодей подразделяются на 3 подтипа по степени гидроморфности:
- лугово-степные (дерново-глееватые) солоди — развиваются в небольших понижениях рельефа, в условиях периодически-промывного типа водного режима, с глубиной залегания грунтовых вод на уровне 6-7 м от поверхности. Характерно слабое развитие дернового процесса.
- луговые (дерново-глеевые) (грунтовые воды на глубине 1,5-3 м)
- лугово-болотные (грунтовые воды на глубине 1-1,5 м)

В типе солодей выделяют роды:
- обычные
- бескарбонатные — карбонаты отсутствуют во всём профиле
- солончаковые — содержат не менее 0,3 % водорастворимых солей на глубине 30-80 см

Разделение на виды производится по:
- глубине осолодения (мощность горизонтов A1+A2)
  - мелкие (< 10 см)
  - средние (10-20 см)
  - глубокие (> 20 см)
- мощности гумусового горизонта
  - дернинные (< 5  см)
  - мелкодерновые (5-10 см)
  - среднедерновые (10-20 см)
  - глубокодерновые (> 20 см)
- содержанию гумуса
  - светлые (< 3%)
  - серые (3-6%)
  - тёмные (> 6 %)

## Сельскохозяйственное использование
Солоди обладают низким естественным плодородием, так как бедны элементами питания и имеют неблагоприятный водный режим из-за слабой водопроницаемости горизонтов A2 и B. Вдобавок, многие солоди характеризуются кислой реакцией среды в верхних горизонтах, поэтому требуют проведения известкования. Пылеватость и бесструктурность гумусово-элювиального горизонта ведут к образованию поверхностной корки, затрудняющей аэрацию, и тем самым усугубляющей переувлажнение.
Важнейшим агротехническим приёмом, способствующим повышению плодородия солодей, является глубокое рыхление и внесение органических и минеральных удобрений. Целесообразнее же, в большинстве случаев, оставлять солоди в естественном состоянии, а фитоценозы на них использовать как сенокосы и пастбища.